# Печера очеретяної флейти
Печера очеретяної флейти (кит.: 芦笛岩; піньїнь: Lúdí Yán) — печера неподалік китайського міста Гуйлінь, біля підніжжя скелі Гуанміншань. Свою назву печера отримала через особливий вид очерету, що зростає навколо неї, і з якого з давніх часів робили найкращі флейти у всьому Китаї.
Вік печери становить як мінімум 180 000 000 років, і вона була популярним місцем для прогулянок місцевого населення і знаті протягом 1200 років. На стінах печери є близько сотні чорнильних написів, що датуються 792 роком нашої ери (час правління династії Тан). Заново печера була відкрита в 1940-х роках, і під час Другої світової війни служила притулком, а в 1962 році вона була відкрита для відвідувань.

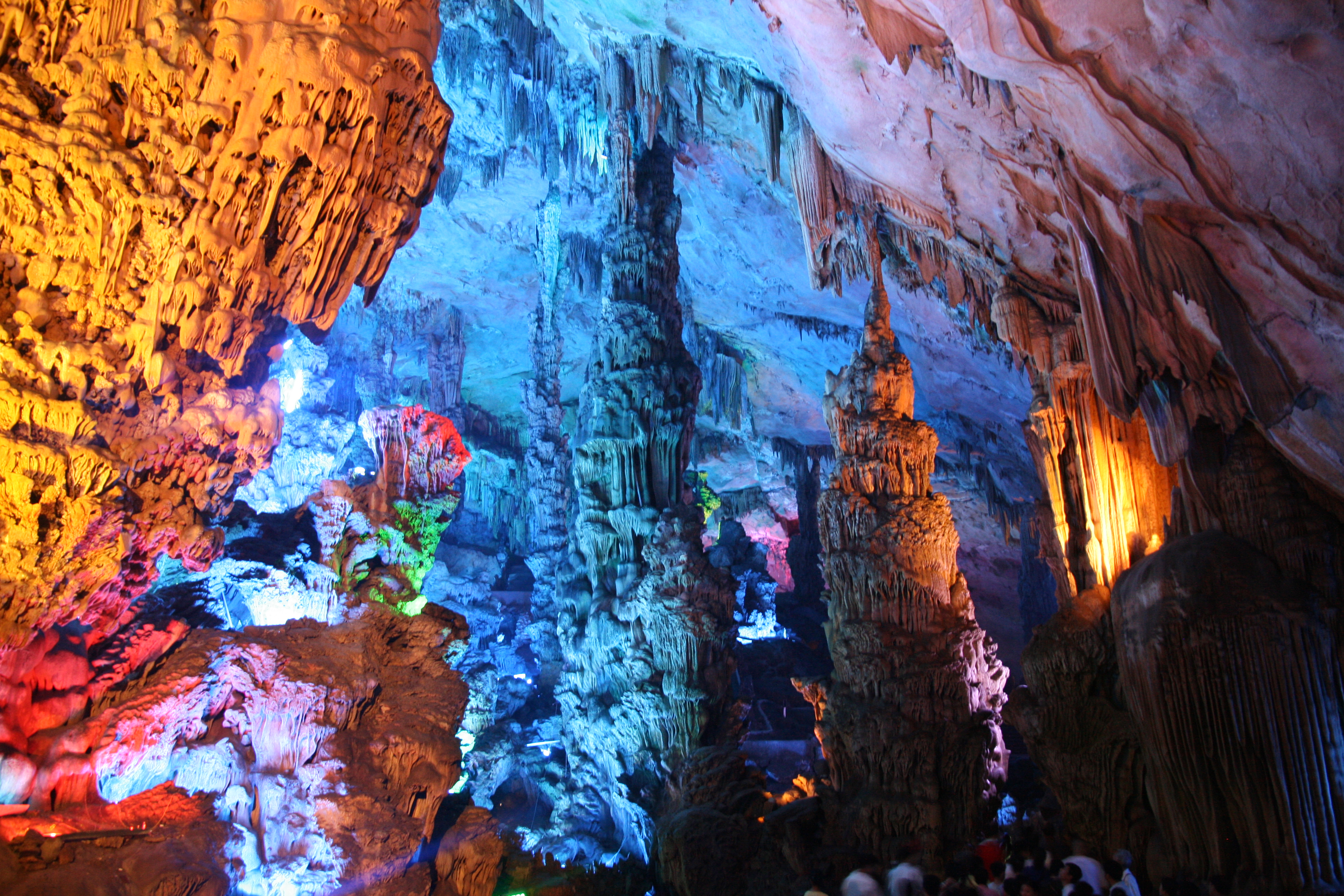
Освітлена частина печери

У довжину печера має близько 240 метрів і заповнена численними сталактитами, сталагмітами та іншими химерними гірськими утвореннями, живописно освітлюваними різнобарвним штучним підсвічуванням. Деякі утворення мають власні поетичні назви, наприклад «Кришталевий палац», «Пагода дракона», «Невинний ліс». Відвідування печери організовано за U-подібним маршрутом, що включає різні доріжки і містки, займає близько години і коштує 90 юанів.